# Валье-де-Алькудия

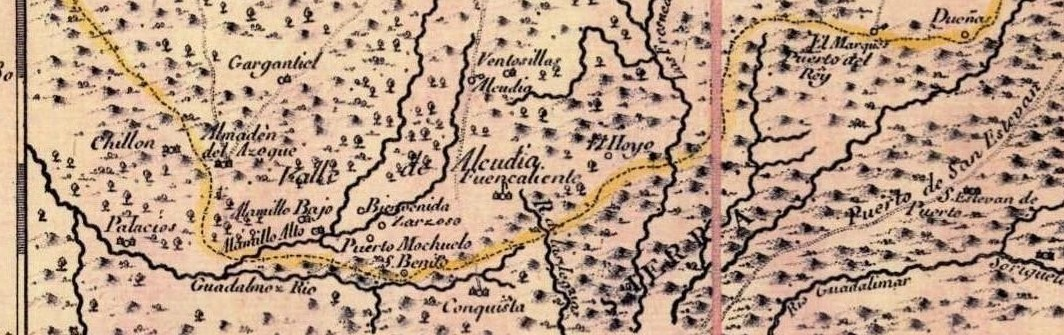

Валье-де-Алькудия (исп. Valle de Alcudia)  — район (комарка) в Испании, входит в провинцию Сьюдад-Реаль в составе автономного сообщества Кастилия — Ла-Манча.

## Муниципалитеты
1. Абенохар
2. Аламильо (Сьюдад-Реаль)
3. Альмаден
4. Альмодовар-дель-Кампо
5. Альмурадьель
6. Брасатортас
7. Кабесаррубиас-дель-Пуэрто
8. Чильон
9. Фуэнкальенте
10. Гвадальмес
11. Инохосас-де-Калатрава
12. Местанса
13. Пуэртольяно
14. Сан-Лоренсо-де-Калатрава
15. Солана-дель-Пино
16. Висо-дель-Маркес